# Goździeniowiec żółtobiały

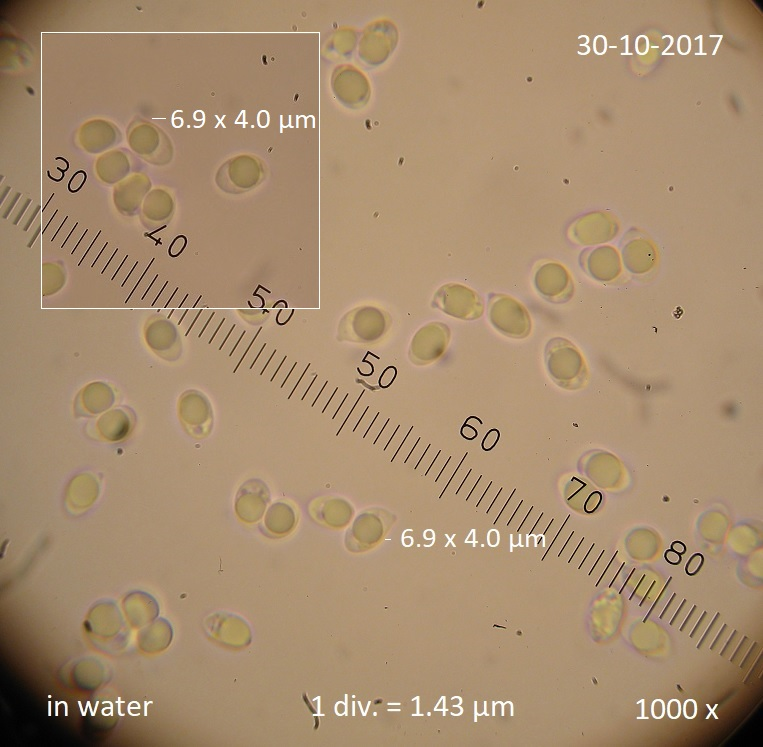
Zarodniki

Goździeniowiec żółtobiały (Clavulinopsis luteoalba (Rea) Corner) – gatunek grzybów z rodziny goździeńcowatych (Clavariaceae).

## Systematyka i nazewnictwo
Pozycja w klasyfikacji według Index Fungorum: Clavulinopsis, Clavariaceae, Agaricales, Agaricomycetidae, Agaricomycetes, Agaricomycotina, Basidiomycota, Fungi.
Po raz pierwszy takson ten zdiagnozował w 1904 r. Carleton Rea nadając mu nazwę Clavaria luteoalba. Obecną, uznaną przez Index Fungorum nazwę nadał mu w 1950 r. Edred John Henry Corner, przenosząc go do rodzaju Clavulinopsis.
Synonimy:

- Clavaria luteoalba Rea 1904
- Clavaria luteoalba Rea 1904 [1903] f. luteoalba
- Clavaria luteoalba f. montana Coker 1947
- Clavulinopsis filipes Corner 1950
- Clavulinopsis luteoalba var. latispora Corner 1950
- Clavulinopsis luteoalba var. longispora Corner 1950
- Clavulinopsis luteoalba (Rea) Corner 1950 var. luteoalba
- Clavulinopsis luteoalba var. subfusispora Pilát 1959

Nazwę polską zaproponował Władysław Wojewoda w 2003 r.

## Morfologia
Owocniki
Zwykle występują w zbitych kępkach. Mają kształt prostej lub zgiętej pałeczki o wysokości 3–6 cm i grubości 1–4 mm, mniej więcej taką samą średnicę na całej długości, lub zwężają się ku podstawie, wierzchołek zaokrąglony i jaśniejszy. Barwa żółta, często z pomarańczowym odcieniem. Zapach lekko stęchły, smak niewyraźny.
Cechy mikroskopowe
Zarodniki elipsoidalne z wyraźnym dzióbkiem, gładkie, białawe, o rozmiarach 4,5–8 × 2,5–4,5 μm. Strzępki tramy mają sprzążki.

## Występowanie i siedlisko
Występuje w niektórych krajach Europy. W piśmiennictwie naukowym na terenie Polski do 2003 r. podano tylko 2 stanowiska (Tatrzański Park Narodowy, 1962 i rezerwat przyrody Jelonka, 1993). Więcej stanowisk i bardziej aktualne podaje internetowy atlas grzybów. W atlasie tym zaliczony został do grupy grzybów chronionych i zagrożonych.
Rośnie na ziemi, na nizinnych i górskich polanach, w zaroślach jałowcowych. Owocniki wytwarza latem i jesienią.

## Gatunki podobne
Najbardziej podobny wielkością i kształtem jest goździeniowiec wrzecionowaty (Clavulinopsis fusiformis), ale nie ma jaśniejszych wierzchołków i zwykle tworzy o wiele bardziej gęste kępki. Jego owocniki są zrośnięte u podstawy, bocznie ściśnięte, czasem rozwidlone.